# Quinsin Nachoff
Quinsin Nachoff (* 21. Dezember 1973 in Toronto) ist ein kanadisch-amerikanischer Jazzmusiker (Tenorsaxophon, Klarinette, Komposition).

## Leben und Wirken
Nachoff begann seine Karriere in Toronto, wo er an der University of Toronto studierte und mit seinem Quartett aufnahm; früh erhielt er Anerkennung als Saxophonist. Er unterrichtete von 2005 bis 2008 im Jazzstudiengang der University of Toronto. Heute lebt er in New York City.
Bereits auf seinem Debütalbum Magic Numbers (2006) beschäftigte Nachoff sich mit der Schnittstelle zwischen Jazz und klassischer Musik. Während es im Third Stream früherer Jahrzehnte vor allem darum ging, innerhalb der Grenzen der klassischen Form Raum für Improvisation zu finden, nutzt Nachoff hingegen Strukturen aus dem klassischen Bereich, um seine Musik offener und ausdrucksstärker zu machen, insbesondere Strategien der Aleatorik und der elektronischen Musik. Er schrieb auch Auftragswerke, etwa für das Molinari String Quartet.
Für seine Kompositionen arbeitete Nachoff teilweise mit dem Physiker Stephen Morris von der University of Toronto zusammen. Dessen Arbeiten zur Erforschung emergenter Muster in der Natur eröffneten ihm neue Kompositionsmöglichkeiten. So übersetzte seine Komposition „Winding Tessellations“, die beim Vancouver International Jazz Festival 2017 uraufgeführt wurde, Modellierungen über Risse im Schlamm in musikalische Begriffe. Für sein Album Stars and Constellations wurden 3D-Modelle von Sternbildern genutzt, die die Musik in unkonventionelle Richtungen lenkte, auch wenn das beim Hören des Werks nicht offensichtlich ist.
Nachoff arbeitete auch mit Kenny Werner, Howard Johnson, Tim Hagans, Kenny Wheeler und Don Thompson und ist auch auf Alben von Andrew Rathbun, Jihye Lee und Michael Bates zu hören. Sein Album Path of Tonality wurde wie schon das Vorgängeralbum Flux für einen Juno Award nominiert.

## Diskographische Hinweise
- Magic Numbers (Songlines 2006)
- Quinsin Nachoff – Bruno Tocanne Project: 5 New Dreams (Cristal Records 2008, mit Frédéric Roudet, Lionel Martin, Rémi Gaudillat)
- Flux (Mythology 2016, mit David Binney, Matt Mitchell, Nate Wood)
- Quinsin Nachoff’s Ethereal Trio (Whirlwind Recordings, 2017, mit Mark Helias, Dan Weiss)
- Quinsin Nachoff’s Flux: Path of Totality (Whirlwind Recordings, 2018)[1]
- Pivotal Arc (Whirlwind Recordings, 2020)
- Stars and Constellations (Adyhâropa Records, 2023, mit Mark Helias, Dan Weiss, The Bergamot Quartet bzw. The Rhythm Method)